# Abbaye de Buch
L'ancienne abbaye de Buch était un monastère de moines cisterciens sis à Leisnig, dans le Land de Saxe. Fondée au XIIe siècle, il est fermé en 1525 par les autorités civiles passées au protestantisme. Le domaine est démembré et les bâtiments largement abandonnés. En 1945, les vestiges de l'abbaye deviennent propriété de l'état allemand et sont restaurés à partir de 1992. En 2000, l'ancien monastère devient un centre culturel et historique accessible ; il est accessible aux visiteurs.

## Histoire
L'abbaye est mentionnée pour la première fois au moment du transfert de la paroisse de Leisnig à l'abbaye dans un document signé par Henri VI du Saint-Empire en 1192. Une chronique rapporte que douze moines et douze moniales de l'abbaye de Sittichenbach l'ont fondée près de la Freiberger Mulde.
L'abbaye de Buch se trouve sur le territoire du burgrave de Leisnig qui réside au château de Mildenstein. On suppose que l'abbaye est créée à l'initiative de Henri Ier. Contrairement aux autres abbayes cisterciennes, le lieu de sa création n'est pas habité. Au Xe siècle, c'était un territoire slave.
L'ordre cistercien étant en pleine expansion l'abbaye est construite pour recevoir un grand nombre de moines. Ainsi sa salle capitulaire longue de 70 m peut recevoir une centaine de personnes. La plupart des religieux sont d'origine bourgeoise.
Au fil du temps, le monastère reçoit d'autres dons de la part des burgraves. Il possède 52 villages, notamment Belgern.
En 1234, Henri III de Misnie acquiert des droits sur le monastère. Après la fin du burgraviat de Leisnig en 1365, l'abbaye dépend de la maison de Wettin. En 1433, peu de temps avant l'invention de l'imprimerie, l'abbaye reçoit une Bible manuscrite.
En 1441, l'abbé de Buch obtient des privilèges épiscopaux : il peut consacrer des objets destinés à la liturgie et porte mitre et anneau épiscopal. Un blason est attribué à l'abbaye lors du concile de Bâle. Une école abbatiale ouvre en 1486 à Belgern. Elle prépare les jeunes moines à poursuivre des études au collège cistercien affilié à l'université de Leipzig.
Lorsque l'abbé Antoine Dytz décède le 20 décembre 1525, les autorités civiles, passées au protestantisme, dissolvent le monastère. L'électeur Jean de Saxe empêche l'élection d'un nouvel abbé et confie l'administration à l'un de ses hommes de main. Les seize moines ont cependant le droit de demeurer dans l'abbaye. Les biens du monastère sont loués à différentes personnes, le plus souvent de l'aristocratie.
En 1678, une petite église évangélique s'installe dans les ruines de la grande église abbatiale médiévale partiellement effondrée.
De 1550 à 1948, les abbayes de Buch et de Nimbschen appartiennent au gymnasium St. Augustin de Grimma. Les revenus des baux lui permettent de financer les études des meilleurs élèves de tous les milieux sociaux.
Après 1945, le domaine est transformé en une propriété appartenant à l'État dans le cadre de la réforme agraire.
En 1992, des premiers travaux de restauration ont lieu. Le week-end, des visites guidées sont organisés. En 2000, le monastère se transforme en un centre culturel et historique.

## Architecture
Parmi les vestiges médiévaux du monastère, on compte la partie orientale de l'église, la salle capitulaire, l'infirmerie, la maison de l'abbé et plusieurs dépendances. De l'abbatiale avec un vaisseau et deux collatéraux et un transept, il reste aujourd'hui seulement une paroi extérieure de la nef, le chœur et trois chapelles latérales.
La salle capitulaire est le plus bâtiment médiéval le mieux préservé. Elle servait de salle de réunion de la communauté. Au sud se trouvaient des toilettes.
La résidence de l'abbé bâtie vers 1400 à deux étages est modifiée dans son apparence au XVIe siècle et au XVIIe siècle. Le portail ogival est du Moyen-Âge.
De l'ancienne infirmerie existent encore la partie orientale de la salle des malades et la chapelle. À l'ouest de la clôture religieuse se trouvent les ruines de la brasserie et les lieux d'accueil des visiteurs de marque et autres voyageurs.